# Nakajima Ki-4
Mitsubishi Ki-4 (яп. (九四式偵察機 Армійський розвідувальний літак Тип 94) — серійний армійський літак-розвідник Імперської армії Японії періоду Другої світової війни.

## Історія створення
У 1933 році командування ВПС Імперської армії Японії уклало з фірмою Nakajima контракт на розробку літака-розвідника для заміни Mitsubishi 2MR8. При цьому маневреність літака мала бути співмірною з маневреністю винищувачів.
Літак був двомісним півторапланом з суцільнометалевим фюзеляжем, оснащений двигуном Nakajima Ha-8 потужністю 640 к.с. Силовий набір крил був змішаний, обшивка полотняна. Шасі не складалось. Спочатку на шасі були встановлені обтічники, від яких згодом відмовились. Пілот та стрілець-спостерігач розміщувались в окремих кабінах. Озброєння складалось з двох нерухомих синхронних 7,7-мм кулеметів «Тип 89» та двох таких самих кулеметів в рухомій установці в кабіні стрільця. Пізніше задні кулемети були замінені на «Те-4» такого ж калібру. В процесі випуску на літаках під нижнім крилом встановлювали тримачі для 6 легких протипіхотних бомб загальною масою до 50 кг.
В ході випробувань літак показав хорошу стійкість та прекрасну маневреність та керованість, і у 1934 році був прийнятий на озброєння під назвою «Армійський розвідувальний літак Тип 94 Модель 1» (або Ki-4).
Для використання літака з річок в Китаї на 6-й прототип був встановлений один центральний та два підтримуючі поплавки, подібні до встановлених на літаку Nakajima E4N, ще на один прототип були встановлені два поплавки. Але літак у серію не пішов.
Імперський флот Японії також зацікавився армійським розвідником, яким хотів замінити застарілий C1M. Було збудовано 6 літаків, які мали повітряні мішки для підвищення плавучості у випадку аварійної посадки на воду. Ці літаки нетривалий час використовувались на авіаносці «Каґа». 
На базі Ki-4 також був випущений цивільний багатоцільовий літак «Тип 94-T» з двома сидіннями у задній кабіні.
Всього було збудовано близько 516 літаків Ki-4, 57 з них виготовила компанія Tachikawa.

## Історія використання
Літаки Ki-4 стали надходити у стройові частини з 1935 року. Вони взяли активну участь у японсько-китайській війні. Під час бойових дій Ki-4 основних втрат зазнавали від вогню ППО. При зустрічі із застарілими китайськими винищувачами Ki-4 були складною ціллю завдяки високій маневреності та хорошому озброєнню.
Але коли до Китаю стали надходити нові радянські винищувачі, японське командування для запобігання втратам почало виводити Ki-4 з частин першої лінії, замінюючи їх новішими Mitsubishi Ki-15. 
Надалі Ki-4 використовувались у допоміжних частинах як зв'язкові, командирські, легкі транспортні літаки. Останні літаки були списані у 1943 року, а в армії Маньчжоу-го вони перебували на озброєння до 1945 року, окремі машини зустрічались з радянськими військами у серпні 1945 року.

## Тактико-технічні характеристики

### Технічні характеристики
- Екіпаж: 2 чоловік
- Довжина: 7,73 м
- Висота: 3,50 м
- Розмах крил: 12,00 м
- Площа крил: 29,70 м ²
- Маса пустого: 1664 кг
- Маса спорядженого: 2474 кг
- Максимальна маса зльоту: 2616 кг
- Двигуни:  1 × Nakajima Ha-8
- Потужність: 640 к. с.

### Льотні характеристики
- Максимальна швидкість: 283 км/год
- Крейсерська швидкість: 262 км/год
- Дальність польоту: 1200 км
- Практична стеля: 8000 м

### Озброєння
- Кулеметне:
  - 4 × 7,7 мм кулемети
- Бомбове:
  - до 50 кг бомб